# Taichi Ishidate
Taichi Ishidate (石立太一, Ishidate Taichi) est un animateur et réalisateur de séries et films d'animation japonaise né le 20 décembre 1979 dans la région du Kansai. Il travaille pour le studio Kyoto Animation depuis 2002, il est connu notamment par les séries anime Kyōkai no Kanata (2013) et Violet Evergarden (2018) et ses films associés. Il a également travaillé dans plusieurs productions de Kyoto Animation en tant qu'animateur clé, directeur d’épisode, artiste de story-boards et scénariste, entre d'autres.

## Enfance et jeunesse
Taichi Ishidate a toujours aimé le cinéma et l'animation. Quand il était enfant, son film préféré était Le Château dans le ciel du Studio Ghibli, fasciné par la qualité de l'animation des films d'Hayao Miyazaki, Isao Takahata et le studio en général. Malgré tout, après ses études, il essaie de trouver un travail pour une compagnie de production de film en prise de vue réelle. Après avoir échoué plusieurs entretiens, il postule dans un studio d'animation à Tokyo et à Kyoto. Grâce à ses compétences pour le dessin, il est embauché à Kyoto Animation.

## Carrière

### Début de carrière (2002-2011)
En 2002, Taichi Ishitade commence à travailler pour Kyoto Animation en tant qu'animateur clé pour la production Munto. Ishitade travaille sur le projet avec Yoshiji Kigami, un vétéran de l'animation japonaise avec, à l'époque, plus de trente ans d'expérience dans l'industrie. Durant son travail avec Kigami, qui'il considère comme son maître, Ishitade apprend à exiger les meilleurs résultats pour chaque projet.
Trois ans après avoir rejoint le studio, en 2005, il a l'occasion de travailler comme réalisateur sur un épisode de Fullmetal Panic! The Second Raid. C'est alors qu'il commence à s'intéresser au rôle de réalisateur, tout en continuant à dessiner autant que possible pour des divers projets.

### Travaux ultérieurs (2012-)
Après une décennie de travail avec Kyoto Animation, notamment en tant qu'animateur clé, directeur d'épisode et dessinateur de storyboard, il devient réalisateur de série pour la production Beyond the Boundary en 2012. Il consolide alors ses capacités à travailler dans plusieurs domaines de la production d'animation, mais préfère les rôles impliquant le dessin. Depuis ce moment-là, il travaille pour des productions telles que les films Beyond the Boundary Past et Beyond the Boundary Future, A Silent Voice ou encore Miss Kobayashi's Dragon Maid, série à laquelle il participe en tant que scénariste.
En 2018, Kyoto Animations présente Violet Evergarden, une série basée sur le manga homonyme de Kana Akatsuki illustrée par Akiko Takase. Taichi Ishitade réalise l'anime avec un scénario écrit par Reiko Yoshida. Dans l'équipe se trouvent aussi Akiko Takase comme dessinatrice des personnages, Yota Tsuruoka comme chargé de la direction sonore et Evan Call comme compositeur de la bande son.
Taichi Ishitade appartient à une génération de réalisateurs professionnels du studio Kyoto Animation, parmi lesquels on peut citer Naoko Yamada (Koe no Katachi, 2016), Tatsuya Ishihara (Suzumiya Haruhi no Yūutsu, 2006-2009) et le défunt Yasuhiro Takemoto (Hyouka, 2012).

## Prix et nominations
Violet Evergarden a été le travail le plus reconnu d'Ishitade. La série a reçu plusieurs nominations et récompenses, dont la nomination à meilleur série d'anime en 2018, meilleur épisode d'anime, et meilleure animation, prix qu'elle a finalement gagné, pour les IGN Summer Movie Awards. En 2019 également, elle est nommée pour le prix de meilleur réalisateur pour Taichi Ishitade aux Crunchyroll Awards 2019 et remporte le prix pour la meilleure animation aux Crunchyroll Awards.
Violet Evergarden : The Movie partage l'année suivante le prix du meilleur film d'animation aux Mainichi Film Awards avec Kimetsu no Yaiba : Mugen Ressha-hen. Elle est aussi nommée aux Prix de L’Academie Japonaise et remporte, entre d'autre, le Prix aux Tokyo Anime Awards, le prix d'excellence du Japan Visual Arts Festival Awards du ministère des Affaires culturelles du gouvernement du Japon, et le Grand Prix des Kyoto Digital Entertainment Awards, prix parrainés par le gouvernement préfectoral de Kyoto.

## Filmographie
| Titre                                                          | Type production | Années    | Rôl                                                         | Episodes                                           |
| -------------------------------------------------------------- | --------------- | --------- | ----------------------------------------------------------- | -------------------------------------------------- |
| Munto                                                          | OVA             | 2003      | Animateur clé                                               | OVA                                                |
| Air                                                            | Série TV        | 2005      | Animateur clé                                               | 1, 3, 4-6, 9, 12, C5                               |
| Munto: Toki no Kabe o Koete                                    | OVA             | 2005      | Animateur clé                                               | OVA                                                |
| Fullmetal Panic! The second Raid                               | Série TV        | 2005      | Animateur clé Assistant directeur episode Directeur Episode | 2-4, 12-13 4 8                                     |
| Suzumiya Haruhi no Yuuutsu                                     | Série TV        | 2006      | Animateur clé Directeur Episode Storyboard                  | 7, 10, 12 7, 10 7, 10                              |
| Kanon                                                          | Série TV        | 2006-2007 | Directeur Episode Storyboard                                | 2, 8, 14, 20 2, 8, 14, 20                          |
| Lucky Star                                                     | Série TV        | 2007      | Animateur clé Directeur Episode Storyboard                  | 2 4, 10 4, 10                                      |
| Kiddy Grade II: Maelstrom                                      | Film            | 2007      | Animateur clé                                               | FILM                                               |
| Kiddy Grade III: Truth Dawn                                    | Film            | 2007      | Animateur clé                                               | FILM                                               |
| Clannad                                                        | Série TV        | 2007-2008 | Animateur clé Directeur Episode Storyboard                  | 8, 12, 16, 20, S2 8, 14, 20 2, 8, 14               |
| Lucky Star OVA: JK                                             | OVA             | 2008      | Directeur Episode                                           | OVA                                                |
| Clannad: After Story                                           | Série TV        | 2008-2009 | Directeur Episode Storyboard                                | 2, 8 2, 8, S3                                      |
| K-On!                                                          | Série TV        | 2009      | Animateur clé Directeur Episode Storyboard                  | 1, 12, ED1 4, 9, S2 4, 9, S2                       |
| Suzumiya Haruhi no Yuuutsu                                     | Série TV        | 2009      | Animateur clé Directeur Episode Storyboard                  | 4, 9, 26, ED1 4, 9, 18, 24 4, 9, 18, 24            |
| Tenjoubito to Akutobito Saigo no Tatakai                       | Film            | 2009      | Animateur clé                                               | FILM                                               |
| Suzumiya Haruhi no Shoushitsu                                  | Film            | 2010      | Animateur clé                                               | FILM                                               |
| K-On!!                                                         | Série TV        | 2010      | Animateur clé Directeur Episode Storyboard                  | 3, 5-6, 11, 17, 20, 23, ED 1-2 5, 11, 17, 23 5, 11 |
| Nichijou: Nichijou no 0 Wa                                     | OVA             | 2011      | Assistant Directeur                                         | OVA                                                |
| Nichijou                                                       | Série TV        | 2011      | Assistant Directeur Scénariste Directeur Episode Storyboard | 15 2, 26, ED1-16 2, 26, ED1-16                     |
| Ajisai Hen                                                     | Autre           | 2011      | Animateur clé                                               | -                                                  |
| Hoshi Hen                                                      | Autre           | 2011      | Dessinateur de personnages Directeur Episode Storyboard     | -                                                  |
| Eiga K-On!                                                     | Film            | 2011      | Animateur clé                                               | FILM                                               |
| Hyouka                                                         | Série TV        | 2012      | Animateur clé Directeur Episode Storyboard                  | 10, 12, 16, OP1 3, 17, 22 3, 17                    |
| Hyouka: Motsubeki Mono wa                                      | OVA             | 2012      | Animateur clé                                               | OVA                                                |
| Chuunibyou demo Koi ga Shitai!                                 | Série TV        | 2013      | Animateur clé Directeur Episode Storyboard                  | OP1 12 12                                          |
| Tamako Market                                                  | Série TV        | 2013      | Animateur clé Directeur Episode                             | 1, 3, 7, 10, OP1 7                                 |
| Free!                                                          | Série TV        | 2013      | Assistant Directeur Episode                                 | ED1, OP1                                           |
| Takanashi Rikka Kai: Gekijouban Chuunibyou demo Koi ga Shitai! | Film            | 2013      | Série TV Directeur episode Série TV Storyboard              | FILM                                               |
| Kyoukai no Kanata                                              | Série TV        | 2013      | Animateur clé Directeur Episode Storyboard Directeur        | OP1 1, 12, ED1, OP1 1, 12, ED1, OP1                |
| Chuunibyou demo Koi ga Shitai! Ren                             | Série TV        | 2014      | Storyboard                                                  | 9                                                  |
| Tamako Love Story                                              | Film            | 2014      | Animateur clé                                               | FILM                                               |
| Amagi Brilliant Park                                           | Série TV        | 2014      | Animateur clé                                               | 10, OP1a                                           |
| Gekijouban Kyoukai no Kanata: I`ll Be Here                     | Film            | 2015      | Directeur                                                   | FILM                                               |
| Hibike! Euphonium                                              | Série TV        | 2015      | Animateur clé                                               | 4                                                  |
| Eiga High Speed!: Free! Starting Days                          | Film            | 2015      | Directeur Episode Storyboard                                | FILM                                               |
| Musaigen no Phantom World                                      | Série TV        | 2016      | Directeur Episode Storyboard                                | 4, 11 4, 11                                        |
| Eiga Koe no Katachi                                            | Film            | 2016      | Chef Animation Directeur Episode Animateur clé              | FILM                                               |
| Hibike! Euphonium 2                                            | Série TV        | 2016      | Directeur Episode                                           | 2                                                  |
| Kobayashi-san Chi no Maidragon                                 | Série TV        | 2017      | Storyboard                                                  | 5                                                  |
| Gekijouban Hibike! Euphonium: Todoketai Melody                 | Film            | 2017      | Directeur Episode Storyboard                                | FILM                                               |
| Eiga Chuunibyou demo Koi ga Shitai! Take on Me                 | Film            | 2018      | Committé production                                         | FILM                                               |
| Violet Evergarden                                              | Série TV        | 2018      | Direction Directeur Episode Storyboard Animateur clé        | 1, 13, OP1, S1, T1-2 1, 13, OP1, S1, T1-2 OP1, T2  |
| Free! Dive to the Future                                       | Série TV        | 2018      | Directeur Episode Storyboard                                | 5, 11 11                                           |
| Tsurune: Kazemai Koukou Kyuudou Bu                             | Série TV        | 2018-2019 | Storyboard                                                  | 5, 8                                               |
| Violet Evergarden Gaiden: Eien to Jidou Shuki Ningyou          | Film            | 2019      | Supervision                                                 | FILM                                               |
| Gekijouban Violet Evergarden                                   | Film            | 2020      | Directeur Directeur Episode Storyboard                      | FILM                                               |
| Kobayashi-san Chi no Maidragon S                               | Série TV        | 2021      | Animateur clé                                               | 12, OP1                                            |
| Gekijouban Free! The Final Stroke                              | Film            | 2021-2022 | Animateur clé                                               | FILM                                               |
| Tsurune: Tsunagari no Issha                                    | Série TV        | 2023      | Animateur clé                                               | 1, OP1                                             |

Référence tableau